# Club sportif constantinois (water-polo)
Club sportif constantinois (section water-polo), section du club omnisports du même nom, basé à Constantine, Algérie.

## Palmarès
- Championnat d'Algérie: 
  - Troisième: 1939[1]
- Championnat du déaptement de Constantine:
  - Champion: 1939[2]